# ネナド・コヴァチェヴィッチ
ネナド・コヴァチェヴィッチ（セルビア語: Ненад Ковачевић、英語: Nenad Kovačević、1980年12月11日 - ）は、ユーゴスラビア（現・セルビア）出身の元サッカー選手。現役時代のポジションはMF。

## 経歴
2002年にFKボラツ・チャチャクからレッドスター・ベオグラードへ移籍を果たす。レッドスターでは、4年間で合計116試合に出場し、6得点を記録。2006年夏、移籍金250万ユーロでリーグ・アンのRCランスへ移籍した。

## 代表歴
セルビア・モンテネグロ代表として、2003年3月27日のブルガリア戦で代表初キャップを記録している。国家分割後はセルビア代表でプレーした。

## タイトル
クラブ
レッドスター・ベオグラード
- セルビア・スーペルリーガ (2): 2003–04, 2005–06
- セルビア・カップ (2): 2003–04, 2005–06

RCランス
- リーグ・ドゥ (1): 2008–09